# SGI Indigo
La linea di computer workstation SGI Indigo venne prodotta da SGI agli inizi degli anni novanta.

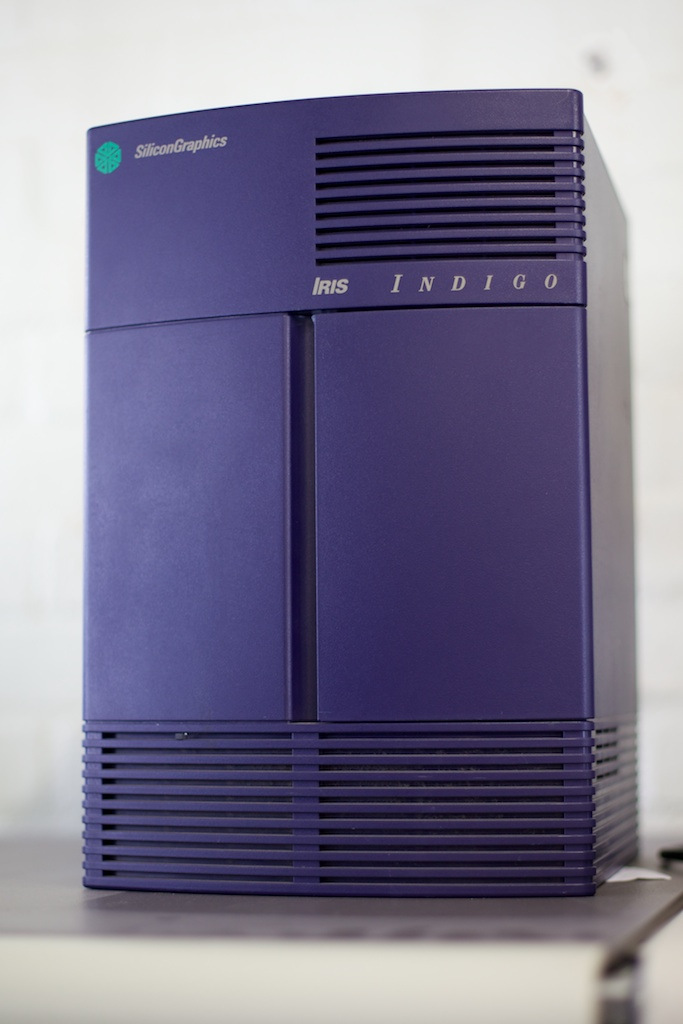

I primi Indigo (nome in codice Hollywood) erano basati sulla scheda madre IP12, sviluppata sulla base dell'architettura MIPS a 32 bit del processore RISC R3000A e con banchi di memoria proprietari.
Le versioni più recenti (nome in codice Blackjack) utilizzavano la scheda IP20 con 2 moduli processore rimovibili contenenti i processori a 64 bit MIPS R4000 o 4400. Questo modello supportava memorie DIMM a 72 pin con controllo di parità.
Le workstation Indigo furono progettate per eseguire la versione SGI di UNIX chiamata IRIX. Gli Indigo basati sul processore R3000 vennero supportati dalla versione 5.3 del sistema operativo, mentre il supporto ai processori R4000 e R4400 venne introdotto dalla versione 6.5.
Le workstation Indigo sono state considerate tra le migliori nel campo grafico della loro era, e rimasero sostanzialmente ineguagliate nell'ambiente del rendering tridimensionale. Gli Indigo erano equipaggiati con un framebuffer bidimensionale o, in caso di uso in ambito 3D, con un sottosistema grafico, l'Elan, che includeva da 1 a 4 motori geometrici.
La sottosezione audio veniva gestita da un DSP Motorola 56000.
Il design della linea Indigo era basato su di un semplice cubo di color indaco (in inglese indigo). Tutte le periferiche si connettevano con il bus di espansione GIO32.
La linea Indigo venne superata con l'introduzione della linea Indigo2 (e nel mercato budget dalla linea Indy), sebbene gli Indigo continuarono ad essere utilizzati in campi specifici anche successivamente.

## Curiosità
La forma della Sony PlayStation 2 deriva quasi interamente dalla forma della workstation Indigo2.
| Controllo di autorità | GND (DE) 4293312-2 |